# NGC 97
NGC 97 је елиптична галаксија у сазвежђу Андромеда која се налази на NGC листи објеката дубоког неба.
Деклинација објекта је + 29° 44' 44" а ректасцензија 0h 22m 30,0s. Привидна величина (магнитуда) објекта NGC 97 износи 12,4 а фотографска магнитуда 13,4. NGC 97 је још познат и под ознакама UGC 216, MCG 5-2-7, CGCG 500-9, PGC 1442.